# Строев, Николай Сергеевич

Памятник Н. С. Строеву в Москве

Никола́й Серге́евич Стро́ев (20 января 1912, Москва — 26 октября 1997, Москва) — советский учёный и государственный деятель, дважды Герой Социалистического Труда, лауреат Сталинской премии третьей степени.

## Биография
Родился  20 января 1912 года в Москве.
Окончил МАИ имени С. Орджоникидзе в 1937 году. В 1935—1936 годах работал в ОКБ Н. Н. Поликарпова, в 1936—1941 годах — в ЦАГИ, в 1941—1966 годах — в ЛИИ (в 1954—1966 начальник института). 
В 1941—1945 годах участвовал в работах ЛИИ по выявлению и устранению причин снижения летно-технических данных боевых самолетов. Впоследствии один из разработчиков метода аэродинамических исследований на летающих моделях, удостоенного Сталинской премии (1949). Участвовал в разработке и исследованиях катапультных кресел, инициировал привлечение специалистов авиационной медицины к нормированию переносимости перегрузок. Проводил исследования по освоению первых самолетов с ТРД со стреловидным крылом, проблем перехода через скорость звука. Руководил работами в ЛИИ по исследованиям проблем космического полета, испытаниям космических аппаратов и их систем на стендах и летающих лабораториях.
Приказом Министра авиационной промышленности № 283 от 12 мая 1956 года был учреждён Методический совет по лётным испытаниям Министерства авиационной промышленности СССР. Его первым председателем стал Н. С. Строев. В 1955—1961 годах преподавал в МАИ имени С. Орджоникидзе (с 1961 года — профессор). Доктор технических наук (1958).
С 1966 года находился на ответственной работе в государственных органах. С 1966 по 1977 годы — заместитель председателя, а с 1977 по 1987 годы — первый заместитель председателя комиссии Совета Министров СССР по военно-промышленным вопросам.
Внёс большой вклад в развитие авиационной техники, разработку методов летных испытаний и исследований аэродинамических характеристик сверхзвуковых самолётов в натурных условиях.
Умер 27 октября 1997 года. Похоронен в Москве на Новодевичьем кладбище (участок № 1).

## Награды и премии
- четыре ордена Ленина
- орден Октябрьской революции
- орден Отечественной войны II степени
- два ордена Трудового Красного Знамени
- орден Красной Звезды
- медали
- Сталинская премия третьей степени (1949) — за создание нового метода аэродинамических исследований

## Память
- В Москве в Чапаевском парке Н. С. Строеву установлен бронзовый бюст (скульптор И. М. Рукавишников, архитектор Г. В. Макаревич)[4]
- В вестибюле главного административного корпуса ЛИИ им. М. М. Громова, где Н. С. Строев работал начальником института, установлена мемориальная доска[5]